# Kevin J. Anderson
Pour les articles homonymes, voir Kevin Anderson et Anderson.
Œuvres principales
- Avant Dune
- Après Dune
- La Saga des sept soleils

Kevin J. Anderson, né le 27 mars 1962 à Racine dans le Wisconsin, est un auteur américain de science-fiction. Il a écrit des romans dans les univers de Star Wars, StarCraft, Titan A.E. et The X-Files, et est coauteur, avec Brian Herbert, des préquelles de Dune. Il a également travaillé dans l'édition de comics, rédigeant des aventures en bandes dessinées pour Star Wars ou Predator, chez Dark Horse, ou X-Files, chez Topps. Il est l'auteur de romans de super-héros, dont Enemies and Allies, qui raconte la première rencontre entre Superman et Batman, et The Last Days of Krypton, qui narre comment la planète Krypton a été détruite. Il a également créé du matériel original tel que la série La Saga des sept soleils.

## Biographie
Kevin J. Anderson a vu le jour en ce 27 mars 1962 dans la petite ville de Racine dans le Wisconsin aux États-Unis.
À cinq ans, il s'intéresse déjà à la science-fiction. Il est très attiré par La Guerre des mondes, le fameux film de Byron Haskin, adapté du roman de H. G. Wells, qui l'a fortement influencé, il écrit sa première histoire de trois pages Injection à huit ans : Une histoire d'un scientifique fou qui invente une formule qui peut ramener n'importe quoi à la vie et commence donc à raviver des squelettes de monstres et dinosaures depuis le musée de cire.
À dix ans, grâce à l'argent de poche — il a tondu le gazon — qu'il a économisé, au lieu d'une bicyclette il achète une machine à écrire qu'il ne quittera plus depuis.
Personne dans son entourage ne lit de comics ou ne s'intéresse à la science-fiction. Déçu par l'abandon des missions lunaires Apollo il se passionne pour la série Cosmos 1999.
Lycéen de première année, il soumet sa première nouvelle à un magazine. Il a fallu attendre deux ans pour qu'une de ses nouvelles soit acceptée. L'éditeur de ce magazine le rétribue en exemplaires du magazine, sa première histoire est vendue à 12.50 USD.
En 1988, à 25 ans, son premier roman Ressurection, Inc. est édité.
Il travaille en tant que rédacteur technique une douzaine d'années dans un laboratoire Lawrence Livermore National Laboratory où il rencontre alors Rebecca Moesta (en) qui deviendra son épouse, et Doug Beason (en), avec qui il écrit fréquemment à quatre mains.
Avec la publication et le succès critique de plusieurs de ses romans, Lucasfilm Ltd. lui propose de rédiger des romans de la série Star Wars. Il a rédigé plusieurs séries de romans ainsi qu'une chronologie officielle de l'ensemble de l'univers Star Wars.
Depuis 1993, trente-deux de ses romans sont dans les listes de best-seller et seize millions d'exemplaires sont distribués à travers le monde, et ses récits ont été traduits en chinois, croate, danois, néerlandais, estonien, finnois, français, allemand, hébreu, hongrois, indonésien, italien, japonais, coréen, norvégien, polonais, portugais, roumain, russe, slovène, espagnol, suédois et turc.
Il a écrit trois romans adaptés de la série télévisée X-Files. Tous trois sont des best-sellers internationaux :
- Ground Zero, élu comme le meilleur roman de science-fiction de 1995 par les lecteurs du magazine de SFX (en).
- Ruins, premier roman de la série populaire à être un best-seller dans le New York Times pour l’année 1996.

Anderson signe un contrat pour écrire une trilogie située dans l'univers de Dune, le fameux classique de science-fiction de Frank Herbert avec Brian Herbert, le fils de ce dernier.

## Vie privée
Marié à l'auteur de science-fiction Rebecca Moesta (en), en 1991, ils vivent ensemble dans la ville de Monument, juste à côté du monument du comté d'El Paso, dans l'État du Colorado, aux États-Unis.

## Nominations
- 1989 : Resurrection, Inc. est nommé pour le prix Bram Stoker du meilleur premier roman.
- 1994 : Assemblers of Infinity est nommé pour le prix Nebula du meilleur roman.

## Œuvres
Ses romans sont traduits en chinois, croate, danois, néerlandais, estonien, finlandais, français, allemand, grec, hébreu, hongrois, indonésien, italien, japonais, coréen, norvégien, polonais, portugais, roumain, russe, slovène, espagnol, suédois, et turc.

### UniversStar Wars

#### SérieL'Académie Jedi
1. La Quête des Jedi, Pocket, coll. Science-fiction no 5642, 1996 ((en) Jedi Search, 1994)  (ISBN 2-266-07095-9)Réédition, Fleuve noir, coll. « Star Wars » no 16, 1999 (ISBN 2-265-06798-9) ; réédition dans le recueil L'Académie Jedi - Intégrale, Pocket, coll. « Star Wars » no 155, 2017 (ISBN 978-2-266-28203-1)
2. Sombre Disciple, Pocket, coll. Science-fiction no 5644, 1996 ((en) Dark Apprentice, 1994)  (ISBN 2-266-07126-2)Réédition, Fleuve noir, coll. « Star Wars » no 17, 1999 (ISBN 2-265-06797-0) ; réédition dans le recueil L'Académie Jedi - Intégrale, Pocket, coll. « Star Wars » no 155, 2017 (ISBN 978-2-266-28203-1)
3. Les Champions de la Force, Pocket, coll. Science-fiction no 5643, 1996 ((en) Champions of the Force, 1994)  (ISBN 2-266-07127-0)Réédition, Fleuve noir, coll. « Star Wars » no 18, 1999 (ISBN 2-265-06796-2) ; réédition dans le recueil L'Académie Jedi - Intégrale, Pocket, coll. « Star Wars » no 155, 2017 (ISBN 978-2-266-28203-1)

#### SérieLes Jeunes Chevaliers Jedi
Cette série est coécrite avec Rebecca Moesta (en).
1. Les Enfants de la Force, Pocket Jeunesse, 1997 ((en) Heirs of the Force, 1995)
2. Les Cadets de l'ombre, Pocket Jeunesse, 1997 ((en) Shadow Academy, 1995)
3. Génération perdue, Pocket Jeunesse, 1997 ((en) The Lost Ones, 1995)
4. Les Sabres de lumière, Pocket Jeunesse, 1998 ((en) Lightsabers, 1996)
5. Le Chevalier de la nuit, Pocket Jeunesse, 1998 ((en) Darkest Knight, 1996)
6. Les Jedi assiégés, Pocket Jeunesse, 1998 ((en) Jedi Under Siege, 1996)
7. Le Cœur d'Alderaan, Pocket Jeunesse, 1999 ((en) Shards of Alderaan, 1997)
8. L'Alliance de la diversité, Pocket Jeunesse, 1999 ((en) Diversity Alliance, 1997)
9. Illusions de grandeur, Pocket Jeunesse, 1999 ((en) Delusions of Grandeur, 1997)
10. L'Honneur et l'Amitié, Pocket Jeunesse, 2000 ((en) Jedi Bounty, 1997)
11. L'Arme secrète de l'Empereur, Pocket Jeunesse, 2000 ((en) The Emperor's Plague, 1998)
12. La Vengeance du soleil noir, Pocket Jeunesse, 2000 ((en) Return to Ord Mantell, 1998)
13. Piège sur la cité des nuages, Pocket Jeunesse, 2000 ((en) Trouble on Cloud City, 1998)
14. La Crise, Pocket Jeunesse, 2000 ((en) Crisis at Crystal Reef, 1998)

#### SérieLa Légende des Jedi
Série de comics.
- (en) The Sith War, 1996Écrit avec Tom Veitch.
- L'Âge d'or des Sith ((en) The Golden Age of the Sith, 1997)
- (en) The Fall of the Sith Empire, 1998
- (en) Redemption, 2000

#### Roman indépendant
- Le Sabre noir, Presses de la Cité, 1997 ((en) Darksaber, 1995)  (ISBN 2-258-04097-3)Réédition, Fleuve noir, coll. « Star Wars » no 24, 1999 (ISBN 2-265-06805-5)

#### Recueils de nouvelles
- (en) Tales from Jabba's Palace, 1995
- (en) Tales from the Mos Eisley Cantina, 1995
- (en) Tales of the Bounty Hunters, 1996

### UniversDune

#### SérieDune, la genèse
Cette série est coécrite avec Brian Herbert.
1. La Guerre des machines, Robert Laffont, coll. « Ailleurs et Demain », 2003 ((en) The Machine Crusade, 2002)Réédition, Pocket, coll. « Science-fiction » no 5939, 2007
2. Le Jihad butlérien, Robert Laffont, coll. « Ailleurs et Demain », 2004 ((en) The Butlerian Jihad, 2002)Réédition, Pocket, coll. « Science-fiction » no 5984, 2008
3. La Bataille de Corrin, Robert Laffont, coll. « Ailleurs et Demain », 2005 ((en) The Battle of Corrin, 2004)Réédition, Pocket, coll. « Science-fiction » no 7008, 2009

#### SérieDune, les origines
Cette série est coécrite avec Brian Herbert.
1. La Communauté des sœurs, Robert Laffont, coll. « Ailleurs et Demain », 2013 ((en) Sisterhood of Dune, 2012)Réédition, Pocket, coll. « Science-fiction » no 7194, 2016
2. Les Mentats de Dune, Robert Laffont, coll. « Ailleurs et Demain », 2014 ((en) Mentats of Dune, 2014)Réédition, Pocket, coll. « Science-fiction » no 7216, 2017
3. Les Navigateurs de Dune, Pocket, coll. « Science-fiction » no 7319, 2021 ((en) Navigators of Dune, 2016)

#### SérieAvant Dune
Cette série est coécrite avec Brian Herbert.
1. La Maison des Atréides, Robert Laffont, coll. « Ailleurs et Demain », 2000 ((en) House Atreides, 1999)Réédition, Pocket, coll. « Science-fiction » no 5771, 2002
2. La Maison Harkonnen, Robert Laffont, coll. « Ailleurs et Demain », 2001 ((en) House Harkonnen, 2000)Réédition, Pocket, coll. « Science-fiction » no 5787, 2004
3. La Maison Corrino, Robert Laffont, coll. « Ailleurs et Demain », 2002 ((en) House Corrino, 2001)Réédition, Pocket, coll. « Science-fiction » no 5807, 2005

#### SérieChroniques de Caladan
Cette série est coécrite avec Brian Herbert.
1. Le Duc, Robert Laffont, coll. « Ailleurs et Demain », 2021 ((en) The Duke of Caladan, 2020)Réédition, Pocket, coll. « Science-fiction » no 7323, 2022
2. La Dame, Robert Laffont, coll. « Ailleurs et Demain », 2022 ((en) The Lady of Caladan, 2021)Réédition, Pocket, coll. « Science-fiction » no 7341, 2023
3. L'Héritier, Robert Laffont, coll. « Ailleurs et Demain », 2023 ((en) The Heir of Caladan, 2022)Réédition, Pocket, coll. « Science-fiction » no 7342, 2024

#### SérieAprès Dune
Cette série est coécrite avec Brian Herbert.
1. Les Chasseurs de Dune, Robert Laffont, coll. « Ailleurs et Demain », 2007 ((en) Hunters of Dune, 2006)Réédition, Pocket, coll. « Science-fiction » no 5985, 2011
2. Le Triomphe de Dune, Robert Laffont, coll. « Ailleurs et Demain », 2008 ((en) Sandworms of Dune, 2007)Réédition, Pocket, coll. « Science-fiction » no 7007, 2012

#### SérieLégendes de Dune
Cette série est coécrite avec Brian Herbert.
1. Paul le prophète, Robert Laffont, coll. « Ailleurs et Demain », 2009 ((en) Paul of Dune, 2008)Réédition, Pocket, coll. « Science-fiction » no 7075, 2013
2. Le Souffle de Dune, Robert Laffont, coll. « Ailleurs et Demain », 2010 ((en) The Winds of Dune, 2009)Réédition, Pocket, coll. « Science-fiction » no 7076, 2014
3. Princesse de Dune, Robert Laffont, coll. « Ailleurs et Demain », 2024 ((en) Princess of Dune, 2023)Réédition, Pocket, coll. « Science-fiction » no 7402, 2025

#### Autres livres surDune
Ces livres sont coécrits avec Brian Herbert.
- La Route de Dune, Robert Laffont, coll. « Ailleurs et Demain », 2006 ((en) The Road to Dune, 2005), recueil de nouvellesRéédition, Pocket, coll. « Science-fiction » no 5969, 2010
- (en) Tales of Dune, 2011, recueil de nouvelles
- (en) Tales of Dune: Expanded Edition, 2017, recueil de nouvelles
- (en) Sands of Dune, 2022, recueil de nouvelles

### SérieGame
1. (en) Gamearth, 1989
2. (en) Gameplay, 1989
3. (en) Game's End, 1990

### SérieX-Files: Aux frontières du réel
- Point Zéro, J'ai lu, 1996 ((en) Ground Zero, 1995)
- Ruines, J'ai lu, 1997 ((en) Ruins, 1996)
- Anticorps, Éditions 84, 1997 ((en) Antibodies, 1997)

### SérieCraig Kreident
Cette série est coécrite avec Doug Beason (en).
1. (en) Virtual Destruction, 1996
2. (en) Fallout, 1997
3. (en) Lethal Exposure, 1998

### SérieStar Trek: The Next Generation
Cette série est coécrite avec Jeff Mariotte et Rebecca Moesta (en).
- (en) The Gorn Crisis, 2000

### SérieTitan A E
Cette série est coécrite avec Rebecca Moesta (en).
1. (en) Akima's Story, 2000
2. (en) Cale's Story, 2000

### SérieLa Saga des sept soleils
- Préquelle (en) Veiled Alliances, 2019

1. L'empire caché, Bragelonne, 2008 ((en) Hidden Empire, 2002)
2. Une forêt d'étoiles, Bragelonne, 2008 ((en) A Forest of Stars, 2003)
3. Tempêtes sur l'horizon, Bragelonne, 2009 ((en) Horizon Storms, 2004)
4. Soleils éclatés, Bragelonne, 2010 ((en) Scattered Suns, 2005)
5. Ombres et Flammes, Bragelonne, 2010 ((en) Of Fire and Night, 2006)
6. Un essaim d'acier, Bragelonne, 2011 ((en) Metal Swarm, 2007)
7. Mondes en cendres, Bragelonne, 2011 ((en) The Ashes of Worlds, 2008)

### SérieFrankenstein
Cette série est coécrite avec Dean Koontz.
1. Le Fils prodigue, Le Livre de poche, 2007 ((en) Prodigal Son, 2005)

### SérieCrystal Doors
Cette série est coécrite avec Rebecca Moesta (en).
1. (en) Crystal Doors, 2006
2. (en) Ocean Realm, 2007
3. (en) Sky Realm, 2008

### SérieTerra Incognita
1. (en) The Edge of the World, 2009
2. (en) The Map of All Things, 2010
3. (en) The Key to Creation, 2011

### SérieStar Challengers
Cette série est coécrite avec Rebecca Moesta (en).
1. (en) Moonbase Crisis, 2010
2. (en) Space Station Crisis, 2011
3. (en) Asteroid Crisis, 2011

### SérieLa Constellation du diadème
Cette série est coécrite avec Brian Herbert.
1. Olium, Orbit, 2012 ((en) Hellhole, 2011)
2. (en) Hellhole Awakening, 2013
3. (en) Hellhole Inferno, 2014

### SérieDan Shamble, Zombie P.I.
1. (en) Death Warmed Over, 2012
2. (en) Unnatural Acts, 2013
3. (en) Hair Raising, 2013
4. (en) Working Stiff: The Cases of Dan Shamble, Zombie PI, 2014, recueil de nouvelles
5. (en) Slimy Underbelly, 2014
6. (en) Tastes Like Chicken, 2017
7. (en) Services Rendered, 2018, recueil de nouvelles
8. (en) Double-Booked, 2022
9. (en) Bats in the Belfry, 2023
10. (en) Stiffs and Stones, 2025
11. (en) Horn Dogs, 2025

### SérieClockwork Angels
Cette série est coécrite avec Neil Peart.
1. (en) Clockwork Angels, 2012
2. (en) Clockwork Livres, 2015
3. (en) Clockwork Destiny, 2022

### SérieLa Saga de la nuit
- Préquelle (en) Whistling Past the Graveyard, 2016

1. L'Ombre entre les étoiles, Bragelonne, 2022 ((en) The Dark Between the Stars, 2014)
2. Le Sang du cosmos, Bragelonne, 2023 ((en) Blood of the Cosmos, 2015)
3. L'Esprit d'éternité, Bragelonne, 2024 ((en) Eternity’s Mind, 2016)

### SérieArcane America
Chaque volume de cette série est écrit par un écrivain différent. Les auteurs des autres volumes sont : Eric Flint et Walter H. Hunt (en) (tome 2) puis Eytan Kollin et Peter J. Wacks (tome 3).
1. (en) Uncharted, 2018Écrit avec Sarah A. Hoyt (en).

### SérieWake the Dragon
1. (en) Spine of the Dragon, 2019
2. (en) Vengewar, 2021
3. (en) Gods and Dragons, 2022

### SérieDragon Business
1. (en) The Dragon Business, 2013
2. (en) Skeleton in the Closet, 2023

### Romans indépendants
- (en) Resurrection, Inc., 1988
- (en) Lifeline, 1990Écrit avec Doug Beason (en).
- (en) The Trinity Paradox, 1991Écrit avec Doug Beason (en).
- (en) Afterimage, 1992Écrit avec Kristine Kathryn Rusch.
- (en) Assemblers of Infinity, 1993Écrit avec Doug Beason (en).
- (en) Climbing Olympus, 1994
- (en) Born of Elven Blood, 1994Écrit avec John Gregory Betancourt (en).
- (en) Ill Wind, 1995Écrit avec Doug Beason (en).
- (en) Blindfold, 1995
- (en) Ignition, 1996Écrit avec Doug Beason (en).
- (en) Ai! Pedrito! When Intelligence Goes Wrong, 1998
- (en) Aftershock, 1998Écrit avec Kristine Kathryn Rusch.
- (en) The Outer Limits, Armageddon Dreams, 1999
- (en) Supernova, 2000Écrit avec Rebecca Moesta (en).
- (en) Captain Nemo: The Fantastic History of a Dark Genius, 2001
- (en) Fantastic Voyage : Microcosm, 2001
- (en) Hopscotch, 2002
- (en) Artifact, 2003Écrit avec Janet Berliner, Matthew J. Costello et Francis Paul Wilson.
- (en) The League of Extraordinary Gentlemen, 2003
- (en) Sky Captain and the World of Tomorrow, 2004
- (en) Slan Hunter, 2007Écrit avec A. E. van Vogt.
- (en) The Last Days of Krypton, 2007
- (en) Enemies & Allies, 2009
- (en) Stake, 2019
- (en) Mr. Wells & the Martians, 2020
- (en) Persephone, 2024Écrit avec Jeffrey Morris.
- (en) Nether Station, 2024

### Recueil de nouvelles indépendants
- (en) The Selected Works of Kevin J. Anderson: Shifting the Boundaries, 1994
- (en) Dogged Persistence, 2001
- (en) Landscapes, 2006
- (en) Alternitech, 2011
- (en) Alien Landscapes: Volume 2, 2011
- (en) Dark Labyrinth: Volume 2, 2011
- (en) Magnetic Reflections, 2011Écrit avec Doug Beason (en).
- (en) Mammoth Dawn, 2015Écrit avec Gregory Benford.
- (en) Three Military SF Novellas, 2019
- (en) The Funny Business, 2023
- (en) Science Fiction Stories: Volume 1, 2024
- (en) Science Fiction Stories: Volume 2, 2024
- (en) Science Fiction Stories: Volume 3, 2024
- (en) Fantasy Stories: Volume 1, 2024
- (en) Fantasy Stories: Volume 2, 2024
- (en) Horror and Dark Fantasy Stories: Volume 1, 2024
- (en) Horror and Dark Fantasy Stories: Volume 2, 2024

### Anthologies

#### Anthologies éditées par Kevin J. Anderson
- (en) War of the Worlds: Global Dispatches, 1996
- (en) Blood Lite, 2009
- (en) Blood Lite II: Overbite, 2010
- (en) Blood Lite III: Aftertaste, 2012

#### Anthologies contenant des histoires de Kevin J. Anderson
- (en) Full Spectrum, 1988
- (en) New Destinies, Vol. VIII, 1989
- (en) Full Spectrum 3, 1991
- (en) Full Spectrum 4, 1993
- (en) The Ultimate Zombie, 1993
- (en) Shock Rock II, 1994
- (en) David Copperfield's Tales of the Impossible, 1995
- (en) Nanodreams, 1995
- (en) Peter S Beagle's Immortal Unicorn, 1995
- (en) Peter S Beagle's Immortal Unicorn 2, 1995
- (en) Tales from Jabba's Palace, 1995
- (en) Tales from the Mos Eisley Cantina, 1995
- (en) David Copperfield's Beyond Imagination, 1996
- (en) Rivals of Dracula, 1996
- (en) Tales of the Bounty Hunters, 1996
- (en) War of the Worlds: Global Dispatches, 1996
- (en) The UFO Files, 1997